# 鍾城站
鍾城站（韓語：종성역）是朝鮮民主主義人民共和國咸镜北道稳城郡鍾城勞動者區的一個鐵路車站，属于咸北线和东浦线。

## 邻近车站
咸北线
三峰站 - 鍾城站 - 江岸里站
东浦线
鍾城站 - 东浦站